# لوكا بورغيس دي بريتو
لوكا بورغيس دي بريتو (بالبرتغالية: Lucca‏) لاعب كرة قدم برازيلي .
لعب سابقاً في نادي الريان ونادي الخور .

## روابط خارجية
لوكا بورغيس دي بريتو على موقع قاعدة بيانات كرة القدم.إي يو (الإنجليزية)
- لوكا بورغيس دي بريتو على موقع Soccerway.com (الإنجليزية)
- لوكا بورغيس دي بريتو على موقع AS.com (الإسبانية)